# 朝乌铁路
朝乌铁路（朝中－乌玛）又称朝莫铁路（朝中－莫尔道嘎区间）、牙林铁路西线，是一条自内蒙古自治区根河市根河站起至同区额尔古纳市莫尔道嘎站的中国国铁铁路。其全线归哈尔滨铁路局管辖。

## 概要
朝乌铁路从牙林铁路根河站起与牙林铁路共线，过朝中站后与牙林铁路分离，一路向西北直至终点莫尔道嘎站。铁路全线均在内蒙古自治区内，长97公里。
原计划修至恩和哈达镇（原莫尔道嘎镇、奇乾乡交界处）的乌玛，但只修了到莫尔道嘎的区间。

## 相交铁路
- 朝中站：牙林铁路

## 相关参考
1. ↑  朝乌铁路－交运百科[永久]